# Bahram Nouraei
Bahram Nouraei (persiska: بهرام نورائی), född 25 april 1988 i Teheran, Iran, är en  rappare och  hip hop producent. Han är en av de mest etablerade musiker i Irans undergroundmusik och har omnämnts som en av de 50 personer som formar  mellanösterns kultur.
Bahram presenterade sig för den iranska hiphoppubliken när han 2007 släppte låten "Nameyee Be Rayees Jomhoor" ("brev till presidenten"). Han riktade sig direkt till Irans dåvarande president Mahmoud Ahmadinejad och kritiserade allt från den ekonomiska politiken till bristen på frihet för landets unga. Han greps och tillbringade en vecka i Evinfängelset, anklagad för "olaglig kulturutövning".
2015 släppte han albumet Good Mistake ("Bra Misstag"). Albumet har sponsrats av Cultures of Resistance Foundation och tog sig till plats 4 på Billboards världsmusik lista.

## Diskografi

### Studioalbum
- 24 Sa'at[15] | (svenska): 24 Timmar (aug 2008)

01. "24 Sa'at"
02. "Man"
03. "Khiyaboon"
04. "Rahe Man"
05. "Inja Irane"
06. "Gele Nakon"
07. "Delnevesht"
08. "Bikhialesh"
09. "Afsoos"
- Sokoot[16] | (svenska): Tystnad (maj 2011)

01. "Intro"
02. "Jalebe"
03. "Harfaye Man"
04. "Az Man Bepors"
05. "Mano Bebakhsh"
06. "Dar Naro"
07. "Yeki Tomast Yeki Gorg"
08. "Nasle Man"
09. "Be Chi Eteghad Dari"
10. "Khorshid Khanoom"
11. "Ye Hes"
12. "Yaghi"
13. "Ajib"
14. "Outro"
- Eshtebahe Khoob[17] | (svenska): Bra Misstag (juli 2015)

01. "Khoob"
02. "Saz"
03. "Lams"
04. "Naghsh"
05. "Negah"
06. "Jang"
07. "Tekrar"
08. "Niaz"
09. "Zakhm"
10. "Rishe"
11. "Momken"
12. "Mordab"
13. "Sooz"
14. "Boresh"
15. "Solh"
16. "Eshtebah"

### Singlar
- Nameyee Be Rayees Jomhoor[18] (2007)
- Ma Ba Hamim[19] (2007)
- Payeye Kaar[20] (2007)
- Marge Rap e Fars[21] (2007)
- Ino Befahm[22] (2010)
- Goosht (2019)